# ギタラマ県

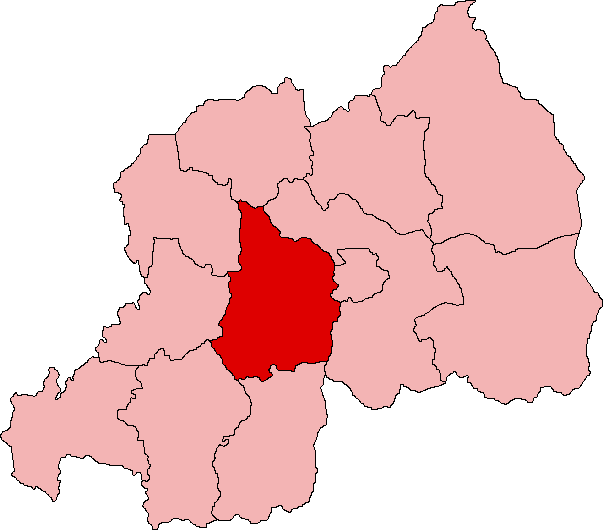
ギタラマ県の位置

ギタラマ県（Province de Gitarama）はルワンダを構成していた12の県のうちの一つ。2006年に、ルワンダの地方行政区分が再編され、南部州に編入された。キガリの西、ルワンダ中西部に位置していた。中心都市はギタラマであった。
ギタラマ県の面積は2,187kmで、人口は851,451人（2002年現在）。